# Vocaloid
Vocaloid (от англ. vocal — «вокал» и англ. android — «андроид», яп. ボーカロイド) — программное обеспечение фирмы Yamaha Corporation, имитирующее голос поющего человека на основе заданной мелодии и текста. Использует технологию полного синтеза речи по правилам с использованием предварительно запомненных отрезков естественного языка. Включает в себя редактор для работы с текстом и мелодией, синтезатор поющего голоса и библиотеки исполнителей, также называемых вокалоидами. При создании таких библиотек используется голос человека-вокалиста, который разбивается на небольшие фрагменты, обрабатывается и записывается в базу данных. Существуют тестовые образцы пения, показывающие сходства и различия между исходным человеческим голосом и соответствующим ему синтезированным голосом вокалоида.
При работе с программой пользователь вводит мелодию нового произведения, указывает для каждой ноты соответствующую фонему песни в формате X-SAMPA, после чего Vocaloid, используя выбранную библиотеку исполнителя, синтезирует пение. Предусмотрена возможность изменения тембра, скорости, частот, наложения различных эффектов.

## История развития
Принципы обработки сигнала, используемые в программе, были разработаны в Барселонском университете Помпеу Фабра в начале 2000-х годов при содействии и финансировании со стороны корпорации Yamaha. Впоследствии, наработки команды студентов университета были использованы в качестве основы для создания коммерческого продукта Yamaha Vocaloid.
Процесс создания вокальной партии (на примере песни «Sakura»)
Проект был анонсирован компанией Yamaha в 1998 году и релиз состоялся в 1999 году, но не имел продуктов певцов и можно было записывать голос реального человека. В 2004 году были выпущены первые продукты проекта — Leon и Lola. Программа была выпущена не под маркой Yamaha Corporation, однако программный пакет Vocaloid Singer Libraries, разработанный по лицензиям другими фирмами, включал в себя программное обеспечение Yamaha Vocaloid. Программы Leon, Lola и Miriam были выпущены фирмой Zero-G Limited, в то время как Meiko (использует голос японской певицы Мэйко Хайго) и Kaito были выпущены под маркой Crypton Future Media.
В январе 2007 года Yamaha анонсировала новую версию движка — Vocaloid 2, со значительными улучшениями в плане использования и синтеза голоса. В том же 2007 году Zero-G и другие разработчики объявили о своих планах выпуска библиотек исполнителей на основе нового движка. Компания PowerFX выпустила первый англоязычный пакет, названный Sweet Ann. Вокалоид Prima, за основу которой был взят голос британской поп-дивы Сары Брайтман, была представлена на NAMM Show 2008 и выпущена в январе 2008 года в Великобритании и в феврале в Японии. Параллельно шёл выпуск вокалоидов из серии Character Vocal Series фирмы Crypton Future Media, а именно — Мику Хацунэ (Hatsune Miku), выпущенной 31 августа 2007 года, Рин и Лена Кагаминэ (Kagamine Rin/Len), выпущенных 27 декабря 2007 года, но оказавшимися недостаточно качественными (в связи с чем в июле 2008 года вышло обновление — «Kagamine Rin and Len act2»), и Луки Мэгуринэ (Megurine Luka), выпущенной 30 января 2009 года.
21 октября 2011 года была выпущена Vocaloid 3. Среди новшеств — использование трезвучий (трифонов), расширенная поддержка плагинов, служебное приложение «Vocalistener» (позволяющее добиваться более естественного звучания методом последовательных приближений), дополнительные языки интерфейса — китайский, корейский, испанский. В отличие от предыдущих версий, голосовые базы данных содержат лишь урезанную версию программы Vocaloid 3, что требует отдельного приобретения самой программы. Компании выпускают для этой версии программы как новых вокалоидов, так и обновления старых голосовых библиотек.
Следующая версия движка — Vocaloid 4 — вышла 17 декабря 2014 года. Первым вокалоидом на этом движке является обновление VY1 — VY1V4. Обновление позволяет использовать гроул, но только на вокалоидах, выпущенных или обновлённых на четвёртом движке. Вокалоида Ruby, которую планировали выпустить на Vocaloid 3, выпустили на Vocaloid 4 для поддерживания новых эффектов. Следом появились новые вокалоиды VY-серии — Cyber Diva и Cyber Songman с американским акцентом. Также вышли обновления серии Character Vocal Series: Megurine Luka V4x, Kagamine Rin and Len V4x и Hatsune Miku V4x. Все V4X-вокалоиды, выпущенные Crypton, поддерживают режим E.V.E.C. (англ. Enhanced Voice Expression Control — «улучшенный контроль воспроизведения голоса»). Этот режим позволяет изменить звучание фонем, чтобы придать голосу окраску. В результате, звучание может быть спокойным или напряженным в зависимости от выбранного типа (Soft или Power). Не все типы голосов поддерживают этот новый режим. Например, у Рин Кагаминэ эту функцию использовать нельзя в каких-либо других войсбанках, кроме Power. У Луки есть более широкий выбор типов (Whisper, Soft, Husky, Native, Power1, Power2, Cute, Dark и Falsetto). Также есть функция, которая позволяет управлять длительностью выдоха при окончании ноты.

## Маркетинг
Большая часть маркетинговых усилий в продвижении на рынок каждой голосовой библиотеки ложится на плечи выпустившей её компании. Среди случаев, когда Yamaha собственноручно участвует в демонстрации возможностей не принадлежащих непосредственно ей вокалоидов, стоит отметить выставку CEATEC 2009 года, на которой гуманоидный робот HRP-4C, созданный институтом AIST, показал посетителям косплей и пение голосами вокалоидов Hatsune Miku, Megpoid и CV-4Cβ.
Японские журналы, такие как DTM magazine, служат важным источником сведений о вокалоидах для их поклонников. Помимо иллюстраций и текстовой информации, в этом журнале распространялись пробные (работавшие в течение 30 дней) версии вокалоидов Miriam, Lily и Nekomura Iroha, что способствовало росту их популярности. Начиная с вокалоида SF-A2 miki, применялась стратегия, когда помимо диска с голосовой библиотекой нового вокалоида поступал в продажу CD-альбом с песнями, демонстрировавшими его возможности. С ноября 2010 года, когда открылось японское отделение интернет-магазина Amazon MP3, там стали размещаться музыкальные альбомы, записанные с помощью вокалоидов.
С 2008 года компания Crypton размещает изображения своих вокалоидов, в первую очередь Мику Хацунэ, на автомобилях, участвующих в популярных гонках Super GT. В 2011 году компании Crypton и Toyota договорились об использовании Мику в рекламной кампании автомобиля Toyota Corolla с целью роста его продаж.
Все вокалоиды, принадлежащие Crypton, представлены в играх серии Project DIVA, производимых компанией Sega по лицензии. Выпускается манга, посвящённая вокалоидам — например, Hatsune Miku: Unofficial Hatsune Mix, художником которой является Kei Garou, дизайнер многих наиболее популярных вокалоидов (включая Мику Хацунэ).
Crypton Future Media выступает против создания аниме, в котором вокалоиды будут персонажами, чтобы заданность характеров героев и сюжета не связывали фантазию авторов песен. Однако возможно создание аниме на основе производных персонажей (например, аниме по песне Мику «Black★Rock Shooter»).
Вначале Crypton была единственной компанией, получившей лицензию, необходимую для выпуска коллекционных фигурок, позже были выпущены также фигурки наиболее популярных вокалоидов других производителей. Специализированные фирмы, например Good Smile Company, выпускают такие популярные серии фигурок аниме-стиля, как Figma и Nendoroid; вокалоиды также включены в состав этих серий.
С 2009 года организованы концертные выступления с реальными зрителями с применением видеоголограмм анимированных маскотов вокалоидов, также выпускаются музыкальные альбомы.

## Вокалоиды (маскоты)
Существует разница между терминами «Vocaloid» и «вокалоиды». «Вокалоиды» — это персонажи-талисманы для каждого продукта Vocaloid, а «Vocaloid» — само программное обеспечение. Ниже приведён список некоторых маскотов для продуктов Vocaloid.

### Hatsune Miku
Мику Хацунэ (яп. 初音ミク, англ. Hatsune Miku) — вторая голосовая героиня на Vocaloid 2 и первая — в линейке Character Vocal Series от Crypton Future Media, выпущенная 31 августа 2007 года. Многие ошибочно полагают, что она была первым вокалоидом, выпущенным на движке V2, однако первой была выпущена Sweet Ann. Название-имя выбрано путём сочетания слов «хацу» (яп. 初, первый), «нэ» (яп. 音, звук) и «Мику» (яп. ミク, будущее). Основой для «голоса» Мику Хацунэ стал голос японской актрисы Саки Фудзита. В отличие от других речевых синтезаторов, программа настроена, прежде всего, на создание J-pop-песен, обычно играющих в аниме, но также возможно создание песен и других жанров.

### MEIKO
Мэйко (яп. Meiko) представляет собой DTM-программу, разработанную Crypton Future Media. Использует старый движок Vocaloid, предшествующий семейству Vocaloid 2. Её голос полностью синтезирован компьютером, поэтому звучит более грубо, чем у остальных вокалоидов. За основу голоса взята японская певица Мэйко Хайго, чей голос подходит для разных жанров. Мэйко может петь любые песни: от поп-музыки, рока, джаза и R&B до детских. Она коротковолосая шатенка, её глаза карие; носит короткую юбку красного цвета с белым ремешком, жилетку того же цвета и коричневые сапоги. По ошибке ей предписывают фамилию Сакинэ, хотя это не правильно — эта фамилия принадлежит фанлоиду (фанатскому вокалоиду) Мэйко Сакинэ, «более молодой» версии оригинальной Мэйко.

Мэйко — первый женский вокалоид первой серии, выпущенный в Японии. Crypton подтвердила, что Мэйко будет иметь дополнения: 4 февраля 2014 года вышла Мэйко на движке Vocaloid 3 (Straight, Dark, Whisper, Power, English), поющая на японском и английском.

### KAITO
Кайто (яп. Kaito) — голос программы Vocaloid, созданный Crypton Future Media и, как и Мэйко, использующий старый движок Vocaloid. Голос Кайто дал певец Наото Фууга. Назвать продукт «Кайто» предложил общественности Shu-tP.
Кайто может петь всё — от гимнов и детских песен до R&B и поп, но его лучший стиль — это поп-баллады. Он был создан как мужской аналог Мэйко. У него синие волосы и глаза, он носит белый плащ, фиолетовые брюки, синие сапоги и длинный синий шарф. Также, как и в случае с вокалоидом Мэйко, Кайто добавляют фамилию Шион, которая не является официальной.

Когда Кайто выпустили в продажу, он стал провалом, продавшись в 500 копий, позже мнение о нём изменилось. На данный момент он один из популярных вокалоидов, хоть и сделан на движке первой версии Vocaloid. Для Кайто был запланирован Append — есть четыре дополнения: Whisper (тихий), Soft (мягкий), английский войсбанк и Straight («прямой» — перевод оригинального голоса на новую платформу). Аппенд Кайто сделан на движке Vocaloid 3, и поступил в продажу 15 февраля 2013 года. Crypton планировала разработку V5 для Кайто, но об этом пока что ничего не известно. 

### Kagamine Rin/Len
27 декабря 2007 года был выпущен второй пакет из серии Character Vocal Series — Кагаминэ Рин/Лен (яп. 鏡音リン・レン, англ. Kagamine Rin・Len) — с персонажами-зеркальными двойниками: мальчиком Леном и девочкой Рин. Их фамилия — сочетание слов «кагами» (яп. 鏡, зеркало) и «нэ» (яп. 音, звук), а имена — изменённые английские слова left («лево») и right («право»).
Изначально Crypton собиралась подать Рин и Лена как близнецов (согласно официальной биографии, им обоим по 14 лет), но позже отказалась от этого. Увидев множество работ, где по-разному отображались их отношения (в песнях «Gemini», «Adolescence» и «Synchronicity» они близнецы, в «Daughter of Evil» и «Servant of Evil» от mothy — принцесса и слуга (тоже близнецы, разлучённые в детстве), в «Kokoro» и «Kokoro-Kiseki» — инженер и робот, в «Rin-Rin Signal» у них романтические отношения, в «Sigh» они — девушка и ангел и т. п.), разработчики окончательно объявили в интервью одному из журналов, что Кагаминэ не являются ни братом с сестрой, ни любовниками. Голосовым провайдером для персонажей выступила сэйю Асами Симода. Несмотря на то, что в программном пакете два голоса, программа продаётся по такой же цене, как и Мику Хацунэ.

12 июня 2008 года Crypton анонсировала обновление, названное «act2», которое было выпущено в начале июля того же года. Пользователи, купившие старую версию, диск с дополнением получали бесплатно. 18 июня 2008 года в официальном блоге компании были выложены демонстрационные песни обновления «act2». 27 декабря 2010 года вышел Append для этих вокалоидов. 24 декабря 2015 года Кагаминэ обновили до движка Vocaloid 4, на котором также были выпущены английские войсбанки для персонажей. Так же, как и Мику Хацунэ, Рин и Лену была посвящена машина Nissan Fairlady Z33 команды MOLA в классе гонок Super GT300.

### Megurine Luka
Лука Мэгуринэ (яп. 巡音ルカ, англ. Megurine Luka) — третий пакет в Character Vocal Series, была выпущена 30 января 2009 года. Её фамилия образована от слов «мэгури» (яп. 巡, обходить по кругу, циркулировать) и «нэ» (яп. 音, звук).
Голос Луки — голос двадцатилетней девушки, и она может петь как на японском, так и на английском языках. Её голосовым провайдером стала сэйю Ю Асакава. Над внешностью Луки работал мангака KEI, ранее нарисовавший Мику, Рин и Лена, однако, в отличие от последних, её костюм основан не на японской школьной форме. У Луки длинные розовые волосы, опускающиеся до колен, она носит «старомодные» тёмно-серые корсет с наплечниками, юбку и чулки с золотистыми вставками, на шее висит ожерелье с голубым камнем.

Лука — следующий персонаж серии Vocaloid 2 компании Crypton, обновлённый до Vocaloid 4 (19 марта 2015 года), которого изначально хотели обновить до V3.

### Kamui Gakupo (GACKPOID)
При создании новой версии Vocaloid Yamaha хотела использовать голос музыканта и актёра Гакта Камуи, но испытывала трудности в плане сотрудничества. Они посоветовались с Dwango (новым владельцем Vocaloid, издателем Internet Co. Ltd.), который ранее сотрудничал с Гактом (он предоставлял свой голос для сотового сервиса Dwango). Гакт предоставил свой голос и сценическое имя для нового вокалоида — Гакупо Камуи (яп. 神威がくぽ, англ. Kamui Gakupo). Именуемый Gakupoid-ом или Gackpoid-ом, самый последний релиз включает новую программу OPUS Express для смешивания вокальной части с аккомпанементом и звуковыми данными. Новое программное обеспечение будет доступно к скачиванию для пользователей с зарегистрированными экземплярами предыдущих вокалоидов. Кроме новой программы Gackpoid включает в себя 2 песни Gackt’а и 3 песни-примера.
Гакупо Камуи как один из голосовых героев Vocaloid должен был быть проиллюстрирован, поэтому выпустить программу в июне 2008 года не удалось. К созданию художественного образа был приобщён популярный мангака Кэнтаро Миура — автор эпической фэнтези-манги «Berserk». Учитывая свою благосклонность к Nico Nico Douga, Кэнтаро Миура согласился выполнить работу бесплатно. Как фанат манги «Берсерк», Гакт был рад такому поступку и по запросу получил по факсу эскизы, хотя в это время находился на съёмках фильма «Guy Moshe’s Bunraku». Окончательно Gackpoid был выпущен 31 июля 2008 года.

### GUMI (MEGPOID)
Гуми (англ. GUMI, яп. グミ) — официальное имя Megpoid (яп. メグッポイド), голосовой банк для Vocaloid 2, выпущенный Internet Co. Ltd. в июне 2009 года. В релиз вошли 3 демо-файла VSQ — «Happy Birthday», «be myself» и «Hitori Yurari», являющиеся кавер-версиями на песни других вокалоидов. На Vocaloid 3 28 февраля 2013 года вышел отдельно записанный банк Megpoid English, поющий на английском языке. Голос (и частично имя) новой певице дала сэйю Мэгуми Накадзима, которая также озвучивала Ранку Ли в аниме-сериале Macross Frontier. Взяв за основу дизайн Ранки Ли, мангака Юки Масами нарисовал образ Мегпоида.

Волосы у Гуми короткие, едва достают до плеч, насыщенно-зелёного цвета, на голове она всегда носит розовые очки «внеземного» вида. Глаза зелёного цвета, что очень гармонирует с её волосами и манерой одеваться. В одежде обычно преобладают оттенки жёлтого и оранжевого. На руках иногда носит белые манжеты, а на ногах — белые сапожки (в более поздних дизайнах — оранжевые). Также очень часто на ноге Гуми можно заметить розовую ленту.

### Lily
Лили (яп. リリィ Ririi, англ. Lily) — персонаж серии Vocaloid 2, официально опубликованный 25 августа 2010 года. Разработкой Лили занималась компания Yamaha совместно с Avex Management Co., Ltd. Компания Internet Co., Ltd. является поставщиком данной программы, а также обеспечивает техническую поддержку. Основой для Лили послужил голос Юри Масуды, солистки японской группы m.o.v.e., а дизайн персонажа был разработан KEI. В дни анонса бесплатная пробная тридцатидневная версия вокалоида Лили была доступна для скачивания на официальном сайте. Разработчики Лили дали такую возможность фанатам, дабы поддержать конкурс песен, проводимый к её дебюту.

### IA
IA (яп. イア) — персонаж серии Vocaloid 3, разработанный компанией 1st Place., Ltd. и выпущенный 27 января 2012 года. Её голосовым провайдером выступила японская певица Lia, известная благодаря записи песен к различным аниме и играм, в частности, Air, Angel Beats! и Charlotte. 27 июня 2014 года вышло дополнение IA Rocks, впоследствии включённое в обновление для Vocaloid 4.

### SeeU
SeeU (хангыль: 시유, сокр. от англ. see you — «увидимся») — персонаж серии Vocaloid 3, официально выпущенный 21 октября 2011 года. Она является первым корейским вокалоидом, но также умеет петь и на японском. Её сэйю, Ким Тахи — бывшая участница южно-корейской группы GLAM. Также для неё хотели выпустить английский войсбанк, но он так и не был реализован. Волосы у SeeU длинные, кремового цвета и собраны в хвост, глаза — голубые, на голове надеты кошачьи ушки-буфера, есть микрофон. Одета в школьную форму. Её иллюстратором является Kkuem.

### Luo Tianyi
Ло Тяньи (кит. трад. 洛天依, пиньинь Luo Tianyi) — китайский вокалоид, разработанный компанией Bplats, Inc. (ныне входящей в состав Yamaha Corporation) и в сотрудничестве с Shanghai Henian Information Technology Co. Ltd. Доступна для Vocaloid 3 и Vocaloid 4.

### SONiKA
SONiKA (Соника) — англоязычный вокалоид, разработанный компанией Zero-G для Vocaloid 2. Её имя с хинди переводится как «золотая красота», но, скорее всего, оно произошло от англ. sonic — «звуковой, акустический».
У Соники есть два облика: первый — рисунок художника Raynkazuya (используемый в качестве основного), второй — первоначальная 3D-модель от Zero-G. В 2009 году Zero-G организовала конкурс, в котором художники должны были нарисовать образ для Соники, и именно иллюстрация Raynkazuya стала победителем данного конкурса. Для китайской и тайваньской версий были созданы альтернативные дизайны персонажа.

## Юридические последствия
Для иллюстраций персонажей Crypton Future Media лицензировала «оригинальные иллюстрации Мику Хацунэ, Рин Кагаминэ, Лена Кагаминэ, Луки Мэгуринэ, Мэйко и Кайто» на условиях Creative Commons-Attribution-NonCommercial 3.0 Unported («CC BY-NC»), что позволяет художникам использовать персонажей в некоммерческих адаптациях и производных версиях с указанием авторства.
По словам Crypton, поскольку профессиональные певцы отказались предоставить образцы голоса, опасаясь, что программное обеспечение может создать клоны их певческих голосов, компания переключила своё внимание с подражания определённым певцам на создание CV. Это изменение фокуса привело к семплированию вокала актёров озвучивания, и Arts Vision поддержало разработку.
Аналогичные опасения высказываются и в других студиях, использующих Vocaloid, при этом Zero-G отказывается раскрывать имена нескольких своих провайдеров.
PowerFX лишь намекнул на голосового провайдера Sweet Ann, а голосовой провайдер Oliver неизвестен. 
AH-Software назвала провайдеров голосовой связи Miki, Kiyoteru, Yukari, Zunko и Iroha, но по юридическим причинам не может назвать провайдера голосовой связи Kaai Yuki, поскольку предметом записей была несовершеннолетняя.
Любые права или обязанности, возникающие в связи с вокалом, созданным с помощью программного обеспечения, принадлежат пользователю программного обеспечения. 
Как и любой музыкальный синтезатор, программное обеспечение рассматривается как музыкальный инструмент, а вокал — как звук. По условиям лицензии талисманы программного обеспечения могут использоваться для создания вокала для коммерческого или некоммерческого использования, если вокал не нарушает общественную политику. Другими словами, в соответствии с условиями лицензии на программное обеспечение пользователь обязан не синтезировать уничижительные или тревожные тексты песен. С другой стороны, авторские права на изображение и имя талисмана принадлежат соответствующим студиям. По условиям лицензии пользователь не может коммерчески распространять вокал как песню, исполненную персонажем, а также использовать изображение талисмана в коммерческих продуктах без согласия студии, владеющей ими.
По закону сотрудники, работающие в студиях, обязаны не повторять какие-либо подробности, предоставленные им Yamaha о разработке Vocaloid, без разрешения Yamaha. Им также не разрешается раскрывать подробности предстоящих вокалоидов без разрешения студии Vocaloid или раскрывать личность певца, если студия не обнародует это.